# Drept de a bate monedă
Începând din Evul Mediu și până în Epoca modernă timpurie (sau chiar mai târziu), dreptul de a bate monedă a însemnat „autoritatea de a bate monedă și de a controla moneda în propria sferă de guvernare”.
În Evul Mediu au existat temporar mai multe monetării, iar monedele de același tip puteau avea denumiri diferite în funcție de monetăria care le producea, însă existau totuși anumite reglementări în acest domeniul.
În Sfântul Imperiu Roman împăratul era cel ce acorda principilor suverani și orașelor dreptul de a bate monedă. Ca și în Imperiul Franc în timpul lui Carol cel Mare, regatul însuși emitea inițial monedele. Începând din secolul al X-lea din ce în ce mai mulți deținători de feude și instituții au primit dreptul de a bate monedă. De exemplu, în 1039 împăratul Otto I a acordat Arhiepiscopiei de Köln dreptul de a bate monedă. În secolul al XVI-lea Imperiul Franc a încetat să mai bată monedă, dar a specificat în continuare reglementările pentru baterea monedei.
În mod similar, în regate, regii erau ce acordau dreptul de a bate monedă, iar mănăstirile primeau acest drept de la papă (de exemplu Abația Cluny în 1058).
Un eveniment special din istoria monedei saxone a fost introducerea la Colditz a unei noi monede de către principele elector Frederic al II-lea, asociată cu dreptul de a bate monedă acordat soției sale. Acest drept îi fusese acordat ca o compensație pentru înzestrarea personală care i se cuvenea fiind prin naștere arhiducesă a Austriei. Viitoarele dificultăți financiare ce se profilau trebuie să-l fi determinat pe principele elector, cu un an înainte de moartea sa, să-i ceară împăratului Frederic al III-lea să-i asigure soției sale dreptul de a bate monedă la Colditz, în numele celor doi fii, până la sfârșitul vieții ei.